# Paul Volcker
Paul Adolph Volcker (rođen 5. rujna 1927.), američki ekonomist. Bio je predsjednik američkih Federalnih rezervi (FED) u razdoblju od kolovoza 1979. godine do kolovoza 1987., za vrijeme mandata Jimmyja Cartera i Ronalda Reagana. U roku od nekoliko mjeseci nakon što je došao na čelo Federalnih rezervi dramatično mijenja monetarnu politiku zemlje. FED od onda preuzima vodeću ulogu u borbi protiv inflacije, bez obzira na posljedice. Ronald Reagan, nakon što je 1981. postao predsjednik SAD-a, pokušava revitalizirati ekonomiju države podržavajući Volckerove poteze u FED-u. Za vrijeme mandata Baracka Obame bio je njegov ekonomski stručnjak, a nakon toga čelni čovjek Obaminog Vijeća za poslove i kompetitivnost, od 2009. do 2011.
Volcker je smatran kao jedan od važnijih ljudi u sprovedbi i širenju neoliberalizma, s obzirom na to da je imao veliku ulogu osamdesetih godina 20. st. pri provođenju mjera iz sfere te doktrine pri suzbijanju inflacije.